# Латышев, Анатолий Васильевич
Анатолий Васильевич Латышев (20 сентября 1948 — 29 марта 2017) — советский и российский математик, доктор физико-математических наук, профессор, заслуженный деятель науки Российской Федерации.

## Биография
В 1970 г. окончил Московский областной педагогический институт им. Н. К. Крупской, работал там же: аспирант, ассистент, старший преподаватель, доцент, профессор. Являлся заведующим кафедрой математического анализа и геометрии.
Специалист в области математической физики.
Автор более 250 научных трудов.
Кандидатская диссертация «Характеристические свойства одного класса интегралов в пространстве двух комплексных переменных» (1974).
Докторская диссертация «Аналитические методы решения модельных кинетических уравнений и их приложения» (1993).
Похоронен на Троекуровском кладбище (участок 25).

## Награды и звания
- Заслуженный деятель науки Российской Федерации (2007)
- Заслуженный работник высшей школы Российской Федерации (1999)

## Избранные публикации
- Кинетические уравнения типа Вильямса и их точные решения : монография / Латышев А. В., Юшканов А. А. ; М-во образования и науки РФ, Моск. гос. обл. ун-т. — М. : [Изд-во МГОУ], 2004. — 271 с. : ил., табл.; 20 см; ISBN 5-7017-0669-9 (в обл.)
- Аналитические методы в кинетической теории : монография / Латышев А. В., Юшканов А. А. — Москва : МГОУ, 2008. — 280 с. : ил., табл.; 21 см; ISBN 978-5-7017-1295-7
- Граничные задачи для квантовых газов [Текст] : монография / А. В. Латышев, А. А. Юшканов ; М-во образования Московской обл., Гос. образовательное учреждение высш. проф. образования Московский гос. обл. ун-т. — Москва : Изд-во МГОУ, 2012. — 264 с. : ил.; 21 см; ISBN 978-5-7017-1937-6
- Неоднородные кинетические задачи. Метод сингулярных интегральных уравнений : монография / А. В. Латышев, В. Н. Попов, А. А. Юшканов ; М-во образования Рос. Федерации, Гос. образоват. учреждение высш. проф. образования «Помор. гос. ун-т им. М. В. Ломоносова». — Архангельск : Помор. ун-т, 2004 (ИЦ Поморского ун-та). — 265 с. : ил.; 20 см; ISBN 5-88086-398-0 (в обл.)
- Латышев А. В. Введение в математическую физику. М.: Изд-во МГОУ, 2012. — 108 с. Учебное пособие.